# Ӓ
Ӓ, ӓ или А с две точки е буква от кирилицата. Използва се за обозначаване два звука — на ненапрегнато-отворената предна незакръглена гласна /æ/ (ѣ) или ненапрегнато-отворената средна гласна /ɐ/ (подобна на българското „потъмнено неударено а“).
Използва се в марийски, килдински диалект на саамския език и в хантийския език. До 1990 година буквата Ӓ се използва и в гагаузкия език.
Аналогични букви от кирилицата на Ӓ са Ә, Ӕ и Ѣ.
Ӓ произлиза от кирилското А, на което е добавен диакритическият знак диарезис (две точки).

## Кодове
| Буква  | Уникод |
| ------ | ------ |
| Главна | U+04D2 |
| Малка  | U+04D3 |